# Buffalo Bills 1971
La stagione 1971 dei Buffalo Bills è stata la seconda della franchigia nella National Football League, la 12ª complessiva. Sotto la direzione del nuovo capo-allenatore capo-allenatore Harvey Johnson (ex direttore del personale, assunto ad interim in tutta fretta dopo le dimissioni di John Rauch) la squadra ebbe un record di 1-13, classificandosi quarta nella AFC East Division.
Il running back O.J. Simpson ebbe una stagione di alto livello correndo 742 yard su 183 tentativi ma segnò solo 5 touchdown, il suo minimo in carriera. Complessivamente la squadra segnò solamente 21 touchdown, il minimo della sua storia.

## Roster
| Roster dei Buffalo Bills nel 1971 |
| --- |
| Quarterback - 12 James Harris - 16 Dennis Shaw Running Back - 34 Jim Braxton FB - 36 Greg Jones - 30 Wayne Patrick - 32 O.J. Simpson Wide Receiver - 86 Marlin Briscoe - 81 Bob Chandler - 28 Ike Hill - 40 J.D. Hill - 25 Haven Moses Tight End - 85 Ted Koy - 80 Jan White Offensive Linemen - 62 Levert Carr G - 63 Dick Cunningham T - 79 Paul Costa T - 74 Donnie Green T - 51 Bruce Jarvis C - 54 Howard Kindig T - 67 Joe O'Donnell G - 61 Jim Reilly G - 68 Willie Young T Defensive Linemen - 82 Al Cowlings DE - 78 Jim Dunaway DT - 72 Bob Hews DE - 64 Chuck Hurston DE - 76 Mike McBath DE - 75 Cal Snowden DE - 71 Bob Tatarek DT Linebacker - 56 Al Andrews - 52 Edgar Chandler - 51 Jerald Collins - 59 Paul Guidry - 55 Bill McKinley - 58 Mike Stratton Defensive Back - 21 Jackie Allen FS - 46 Tim Beamer CB - 43 Tony Greene SS - 20 Robert James CB - 48 John Pitts SS - 47 Pete Richardson FS - 41 Alvin Wyatt CB Special Team - 11 Spike Jones P - 3 John Leypoldt K |
| Legenda - I rookie sono in corsivo. - Il primo ruolo è il principale mentre gli eventuali successivi indicano i ruoli secondari. - (IR) sta per Injured Reserve ed indica la lista ristretta per un solo giocatore infortunato che può tornare ad allenarsi dopo la settimana 6 e a rientrare in prima squadra dopo che questa ha giocato 8 partite. - (NF-Inj.) / (NF-Ill.) stanno rispettivamente per Non-Football Injured e Non-Football Illness ed indicano le liste dove viene inserito un giocatore che ha un infortunio o una malattia non dipendente dal football americano. - (PUP) sta per Physically Unable to Perform ed indica la lista dove viene inserito un giocatore mentre è in attesa di recuperare la condizione fisica. Nella stagione regolare dopo la sesta partita giocata dalla propria squadra, il giocatore ha tempo tre settimane per riprendere ad allenarsi, più tre settimane aggiuntive dal suo rientro agli allenamenti per rientrare in prima squadra.     |

## Calendario
| Stagione regolare |              |                          |           |        |          |          |
| Turno             | Data         | Avversario               | Risultato | Record | Striscia | Pubblico |
| 1                 | 19 settembre | vs. Dallas Cowboys       | S 37-49   | 0–1    | S1       | 46,206   |
| 2                 | 26 settembre | vs. Miami Dolphins       | S 14-29   | 0–2    | S2       | 45,139   |
| 3                 | 3 ottobre    | at Minnesota Vikings     | S 0-19    | 0–3    | S3       | 47,900   |
| 4                 | 10 ottobre   | vs. Baltimore Colts      | S 0-43    | 0–4    | S4       | 46,206   |
| 5                 | 17 ottobre   | at New York Jets         | S 17-28   | 0–5    | S5       | 61,948   |
| 6                 | 23 ottobre   | at San Diego Chargers    | S 3-20    | 0–6    | S6       | 49,261   |
| 7                 | 31 ottobre   | vs. St. Louis Cardinals  | S 23-28   | 0–7    | S7       | 40,040   |
| 8                 | 7 novembre   | at Miami Dolphins        | S 0-34    | 0–8    | S8       | 61,016   |
| 9                 | 14 novembre  | at New England Patriots  | S 33-38   | 0–9    | S9       | 57,446   |
| 10                | 21 novembre  | vs. New York Jets        | S 7-20    | 0–10   | S10      | 41,577   |
| 11                | 28 novembre  | vs. New England Patriots | V 27–20   | 1–10   | V1       | 27,166   |
| 12                | 5 dicembre   | at Baltimore Colts       | S 0-24    | 1–11   | S1       | 58,476   |
| 13                | 12 dicembre  | vs. Houston Oilers       | S 14-20   | 1–12   | S2       | 28,107   |
| 14                | 19 dicembre  | at Kansas City Chiefs    | S 9-22    | 1–13   | S3       | 48,121   |

## Classifiche
| AFC East             |    |    |   |      |     |       |     |     |     |
|                      | V  | S  | P | %    | DIV | CONF  | PF  | PS  | STR |
| Miami Dolphins       | 10 | 3  | 1 | .769 | 5–3 | 7–3–1 | 315 | 174 | V1  |
| Baltimore Colts      | 10 | 4  | 0 | .714 | 6–2 | 8–3   | 313 | 140 | S1  |
| New England Patriots | 6  | 8  | 0 | .429 | 4–4 | 6–5   | 238 | 325 | V1  |
| New York Jets        | 6  | 8  | 0 | .429 | 4–4 | 6–5   | 212 | 299 | V2  |
| Buffalo Bills        | 1  | 13 | 0 | .071 | 1–7 | 1–10  | 184 | 394 | S3  |

Nota: I pareggi non venivano conteggiati ai fini della classifica fino al 1972.